# Alliance française in Italia
Creata nel 1883, l'Alliance Française in Italia promuove la lingua francese e le culture francofone nel mondo tramite la sua rete internazionale di associazioni di diritto locale.
Oggi presente in ben 132 paesi, su 5 continenti, con 800 associazioni, l'Alliance française accoglie ogni anno più di 450 000 studenti nei suoi corsi di lingua e circa 6 milioni di spettatori ai suoi eventi culturali.
Con le sue 36 associazioni, l'Italia dispone della rete di Alliances françaises più fitta d'Europa. La prima di esse fu creata a Bologna nel 1946.

## Organizzazione della rete in Italia

### La Delegazione Generale dell'Alliance française in Italia
Il Delegato Generale è il rappresentante della Fondation Alliance française sul territorio italiano. Coordina e anima l'insieme della rete italiana delle Alliances françaises in collaborazione con la Federazione delle Alliances françaises d'Italia. Il Delegato Generale è il legame tra servizi e istituzione cioè tra la rete delle Alliances françaises e il Ministero francese degli Affari esteri, in particolar modo tramite l'Ufficio di Cooperazione e dell'Azione Culturale dell'Ambasciata di Francia in Italia.
Il compito principale del Delegato Generale è lo sviluppo di una politica di diffusione della lingua e della cultura francese in Italia. È al servizio di tutte le Alliances françaises d'Italia, dà loro appoggio e consigli, propone azioni linguistiche e culturali, centralizza gli scambi di risorse e agevola la mutualizzazione delle competenze presenti in tutta la rete.
La Delegata Generale attuale è Mme Marion Mistichelli.

### La Federazione delle Alliances françaises d'Italia
La Federazione delle Alliances françaises d'Italia fu creata nel 1996. Dimostra la volontà espressa dalla maggior parte delle Alliances françaises italiane di riunirsi in un'associazione più globale. La sua vocazione è di dare una dinamica alla rete: promuove delle tournée regionali, nazionali o internazionali per permettere una miglior cooperazione tra Alliances françaises. In collaborazione con il Delegato Generale dell'Alliance française in Italia, la Federazione contribuisce a professionalizzare le attività proposte dalla rete e a valorizzare la sua offerta linguistica e culturale. L'attuale presidente della Federazione è Raffaele Romano.
La Federazione delle Alliances françaises d'Italia è Ente accreditato al MIUR per la formazione dei docenti, ai sensi della direttiva ministeriale 170/2016.

### Le Alliances françaises sul territorio
Al 1º agosto del 2009, la rete italiana si compone di 36 Alliances distribuite su 17 regioni italiane: Valle d'Aosta, Piemonte, Liguria, Lombardia, Veneto, Friuli-Venezia Giulia, Emilia-Romagna, Toscana, Marche, Umbria, Lazio, Campania, Puglia, Basilicata, Calabria, Sicilia e Sardegna.
Dal 7 gennaio 2010 la Delegazione Italiana dell'Alliance ha sede presso l'Alliance française di Torino.

## Le missioni e attività dell'Alliance française in Italia
L'Alliance française in Italia è incaricata, come in tutto il mondo d'altronde, della promozione della lingua francese e delle culture francofone.

### Corsi, preparazioni e diplomi
Sulle 36 Alliances françaises presenti in Italia, la maggior parte possiedono strutture d'insegnamento. Questi centri di lingua propongono un servizio di prossimità adatto alle esigenze locali.
Grazie a insegnanti diplomati, le Alliances françaises d'Italia garantiscono corsi diversi, adattati ai bisogni degli allievi e sempre attualizati per essere adatti alle nuove pratiche pedagogiche. Tutti i corsi sono conformi alle esigenze del Quadro Comune Europeo di Riferimento per la conoscenza delle Lingue (QCERL).
Le Alliances françaises in Italia sono anche le sedi ufficiali di esame e centri di preparazione ai diplomi del Ministero francese della Pubblica Istruzione dal valore nazionale ed internazionale, il Diplôme d'Études en Langue Française (DELF) e il Diplôme Approfondi de Langue Française (DALF).

### Formare formatori
Dal 2006, le Alliances françaises d'Italia svolgono azioni di formazione continua per gli insegnanti chiamate « Journées pour le français » che contribuiscono allo scambio di buoni metodi e alla diffusione delle ultime innovazioni pedagogiche.

### Cultura francese e francofona
Le Alliances françaises d'Italia sono protagoniste dell'avvicinamento culturale tra Francia e Italia. Rendono possibile lo scambio tra la cultura locale e le culture francese e francofone. Alimentano quindi la diversità e il dialogo interculturale.
La rete delle Alliances françaises in Italia propone numerose manifestazioni culturali, artistiche e sociali annuali in collaborazione con le istituzioni culturali e educative locali. Ciò permette lo sviluppo di una cooperazione attiva con i servizi culturali e educativi dei comuni, delle Province e delle Regioni italiane.

## Elenco delle Alliances françaises in Italia
- Alliance Française della Valle d'Aosta, ad Aosta, creata nel 1979
- Alliance Française di Avellino, creata nel 1985 [1]
- Alliance Française di Bari, creata nel 1955[2]
- Alliance Française della Basilicata, a Potenza dal 2014[senza fonte]
- Alliance Française di Biella, creata nel 1947[senza fonte]
- Alliance Française di Bologna, creata nel 1946[senza fonte]
- Alliance Française di Cagliari, creata nel 2008[senza fonte]
- Alliance Française di Caltanissetta
- Alliance Française di Carrara, creata nel 1986[senza fonte]
- Alliance Française di Catania, creata nel 1950[senza fonte]
- Alliance Française di Catanzaro, creata nel 1982[senza fonte]
- Alliance Française di Cosenza, creata nel 1977[senza fonte]
- Alliance Française di Cuneo, creata nel 1990[senza fonte]
- Alliance Française di Foligno, creata nel dicembre del 2006[senza fonte]
- Alliance Française di Genova, creata nel 2005[senza fonte]
- Alliance Française di La Spezia, creata nel 1953[senza fonte]
- Alliance Française del Lazio Sud, a Latina creata nel 2008[senza fonte]
- Alliance Française di Lecce, creata nel 1975[senza fonte]
- Alliance Française di Messina, creata nel 1958[senza fonte]
- Alliance Française di Padova
- Alliance Française di Reggio Calabria, creata nel 1953[senza fonte]
- Alliance Française di Rimini, creata nel 1987[senza fonte]
- Alliance Française di Rovigo, creata nel 1990[senza fonte]
- Alliance Française di San Benedetto, creata nel 1998[senza fonte]
- Alliance Française di San Marino
- Alliance Française di Sassari
- Alliance Française di Taranto, creata nel 1968[senza fonte]
- Alliance Française di Torino, creata nel 2010[3]
- Alliance Française di Treviso, creata nel 1967[senza fonte]
- Alliance Française di Trieste, creata nel 1960[senza fonte]
- Alliance Française della Valdinievole, a Pescia creata nel 1992[senza fonte]
- Alliance Française di Venezia, creata nel 1986[senza fonte]
- Alliance Française di Ventimiglia, creata nel 1990[senza fonte]
- Alliance Française di Verona, creata nel 1954[senza fonte]
- Alliance Française di Viareggio
- Alliance Française di Vicenza, creata nel 1988[senza fonte]